# Liste der Bodendenkmale in Reußenköge
In der Liste der Bodendenkmale in Reußenköge sind die Bodendenkmale der Gemeinde Reußenköge nach dem Stand der Bodendenkmalliste des Archäologischen Landesamts Schleswig-Holstein von 2016 aufgelistet. Die Baudenkmale sind in der Liste der Kulturdenkmale in Reußenköge aufgeführt.
| Denkmal-ID           | Befundart | Bezeichnung     | Zeitstellung | Lage | Bemerkungen                                                                 | Bild |
| -------------------- | --------- | --------------- | ------------ | ---- | --------------------------------------------------------------------------- | ---- |
| aKD-ALSH-Nr. 001 556 | Siedlung  | Ringdeichtränke |              |      | Ringdeichtränke mit einem Gesamtdurchmesser von 92 m, Teichdurchmesser 52 m |      |